# Snottatjärnen
Snottatjärnen är en sjö i Rättviks kommun i Dalarna och ingår i Ljusnans huvudavrinningsområde. Sjön har en area på 0,152 kvadratkilometer och ligger 292,1 meter över havet. Sjön avvattnas av vattendraget Snottenån.

## Delavrinningsområde
Snottatjärnen ingår i det delavrinningsområde (681773-146999) som SMHI kallar för Inloppet i Snotten. Medelhöjden är 320 meter över havet och ytan är 12,46 kvadratkilometer. Det finns inga avrinningsområden uppströms utan avrinningsområdet är högsta punkten. Snottenån som avvattnar avrinningsområdet har biflödesordning 4, vilket innebär att vattnet flödar genom totalt 4 vattendrag innan det når havet efter 165 kilometer. Avrinningsområdet består mestadels av skog (64 procent) och sankmarker (24 procent). Avrinningsområdet har 0,33 kvadratkilometer vattenytor vilket ger det en sjöprocent på 2,6 procent.